# Stanisław Chmielewski (polityk)
Stanisław Marcin Chmielewski (ur. 23 października 1958 w Złotowie) – polski polityk, samorządowiec i prawnik, poseł na Sejm V, VI i VII kadencji, w latach 2009–2014 sekretarz i podsekretarz stanu w Ministerstwie Sprawiedliwości.

## Życiorys
Po ukończeniu w 1981 studiów na Wydziale Prawa i Administracji Uniwersytetu Mikołaja Kopernika w Toruniu (magister prawa), orzekał w sądach rejonowych w Pile i Złotowie. Był m.in. przewodniczącym Wydziału Cywilnego i prezesem Sądu Rejonowego w Złotowie. Na początku lat 90. rozpoczął praktykę jako radca prawny. Od 1990 do 1998 zasiadał w radzie miejskiej Złotowa, następnie do 2005 w radzie powiatu złotowskiego. Od 1998 do 2000 należał do Ruchu Społecznego AWS. W 2001 wstąpił do Platformy Obywatelskiej.
W wyborach w 2005 z listy Platformy Obywatelskiej został wybrany na posła V kadencji w okręgu pilskim. W wyborach parlamentarnych w 2007 po raz drugi uzyskał mandat poselski, zdobywając 8102 głosy.
17 listopada 2009 został sekretarzem stanu w Ministerstwie Sprawiedliwości. W wyborach parlamentarnych w 2011 nie został ponownie wybrany do Sejmu. 16 lipca 2013 przeniesiony na stanowisko podsekretarza stanu w MS, które zajmował do 23 czerwca 2014. Dzień później objął mandat poselski w miejsce Adama Szejnfelda (wybranego do Parlamentu Europejskiego). W Sejmie VII kadencji został zastępcą przewodniczącego Komisji Odpowiedzialności Konstytucyjnej. W 2015 nie uzyskał poselskiej reelekcji. W wyniku wyborów w 2018 powrócił w skład rady powiatu (reelekcja w 2024).